# میتلشفلسهایم
میتلشفلسهایم (به فرانسوی: Mittelschaeffolsheim) یک کمون در فرانسه با جمعیت ۴۹۱ نفر است که در Canton of Brumath واقع شده‌است.